# カッシーナ・デ・ペッキ
カッシーナ・デ・ペッキ（伊: Cassina de' Pecchi）は、イタリア共和国ロンバルディア州ミラノ県にある、人口約14,000人の基礎自治体（コムーネ）。

## 地理

### 位置・広がり

#### 隣接コムーネ
隣接するコムーネは以下の通り。
- ブッセロ
- チェルヌスコ・スル・ナヴィーリオ
- ゴルゴンゾーラ
- メルツォ
- ヴィニャーテ

### 地震分類
イタリアの地震リスク階級 (it) では、3 に分類される
。

## 行政

### 分離集落
カッシーナ・デ・ペッキには、以下の分離集落（フラツィオーネ）がある。
- Camporicco, Colombirolo, Sant'Agata Martesana, Villa Magri,Villa Quiete, Quartiere Aurelia

## 姉妹都市
- エランクール、フランス 1997年